# 湯帷子
湯帷子（ゆかたびら）は、平安時代に入浴の際に着用されていた和服の一種。麻の単衣で、浴衣の原型とされる。

## 概要
入浴する際に着る肌着自体は、飛鳥時代から湯帳というものがあったことが確認されている。
平安時代、貴族は蒸し風呂に入ることが一般的で、浴槽につかる習慣がなかったため、やけど防止・汗とり・裸を隠すといった目的で湯帷子を着ていた。
鎌倉時代初期頃からふんどしや湯文字を着用して入浴するのが一般的になり、安土桃山時代ごろからは裸で入浴をするようになった。
江戸時代に入ると、銭湯や木綿が普及したことで、庶民の間で湯上がりに肌の水分を吸い取らせる目的で湯帷子が着られるようになり、これが浴衣の元となった。